# Norio Hirate
Norio Hirate (jap. 平手 則男 Hirate Norio; * 8. Dezember 1948 in Honbetsu) ist ein ehemaliger japanischer Eisschnellläufer.

## Werdegang
Hirate nahm von 1968 bis 1976 an internationalen Wettbewerben teil und errang bei den Olympischen Winterspielen 1972 in Sapporo den 17. Platz über 500 m. Bei der Sprintweltmeisterschaft 1974 in Innsbruck lief er auf den 18. Platz im Sprint-Mehrkampf. In der Saison 1974/75 wurde er japanischer Meister im Sprint-Mehrkampf und kam bei der Sprintweltmeisterschaft 1975 in Göteborg auf den 13. Platz im Sprint-Mehrkampf. Zudem nahm er an der Mehrkampfweltmeisterschaft 1975 in Oslo teil, wobei er vorzeitig mit dem 31. Platz im Großen Vierkampf ausschied. In der der folgenden Saison belegte er bei der Sprintweltmeisterschaft 1976 in Berlin den 19. Platz im Sprint-Mehrkampf und bei den Olympischen Winterspielen 1976 in Innsbruck den 30. Platz über 1000 m sowie den 16. Rang über 500 m.

## Erfolge

### Olympische Spiele
- 1972 Sapporo: 17. Platz 500 m
- 1976 Innsbruck: 16. Platz 500 m, 30. Platz 1000 m

### Sprint-Weltmeisterschaften
- 1974 Innsbruck: 18. Platz Sprint-Mehrkampf
- 1975 Göteborg: 13. Platz Sprint-Mehrkampf
- 1976 Berlin: 19. Platz Sprint-Mehrkampf

## Persönliche Bestzeiten
| Disziplin | Zeit        | Datum             | Ort       |
| --------- | ----------- | ----------------- | --------- |
| 500 m     | 39,00 s     | 3. Februar 1974   | Davos     |
| 1000 m    | 1:21,23 min | 27. Februar 1975  | Inzell    |
| 1500 m    | 2:09,00 min | 29. November 1975 | Matsumoto |
| 3000 m    | 4:49,00 min | 22. Februar 1969  | Inzell    |
| 5000 m    | 8:30,00 min | 22. Februar 1969  | Inzell    |